# 车站饭店
36°03′46.5″N 120°18′36.5″E / 36.062917°N 120.310139°E
车站饭店为位于中国山东省青岛市市南区兰山路28号的一座商业建筑，建于1901年，邻近青岛火车站，为青岛站附近的标志性建筑物。2001年发生火灾部分烧毁，次年重修，重修工程因塔楼顶部颜色被擅自改变而备受质疑，后于2021年的重修中恢复原塔顶颜色。现为市南区一般不可移动文物。

## 历史

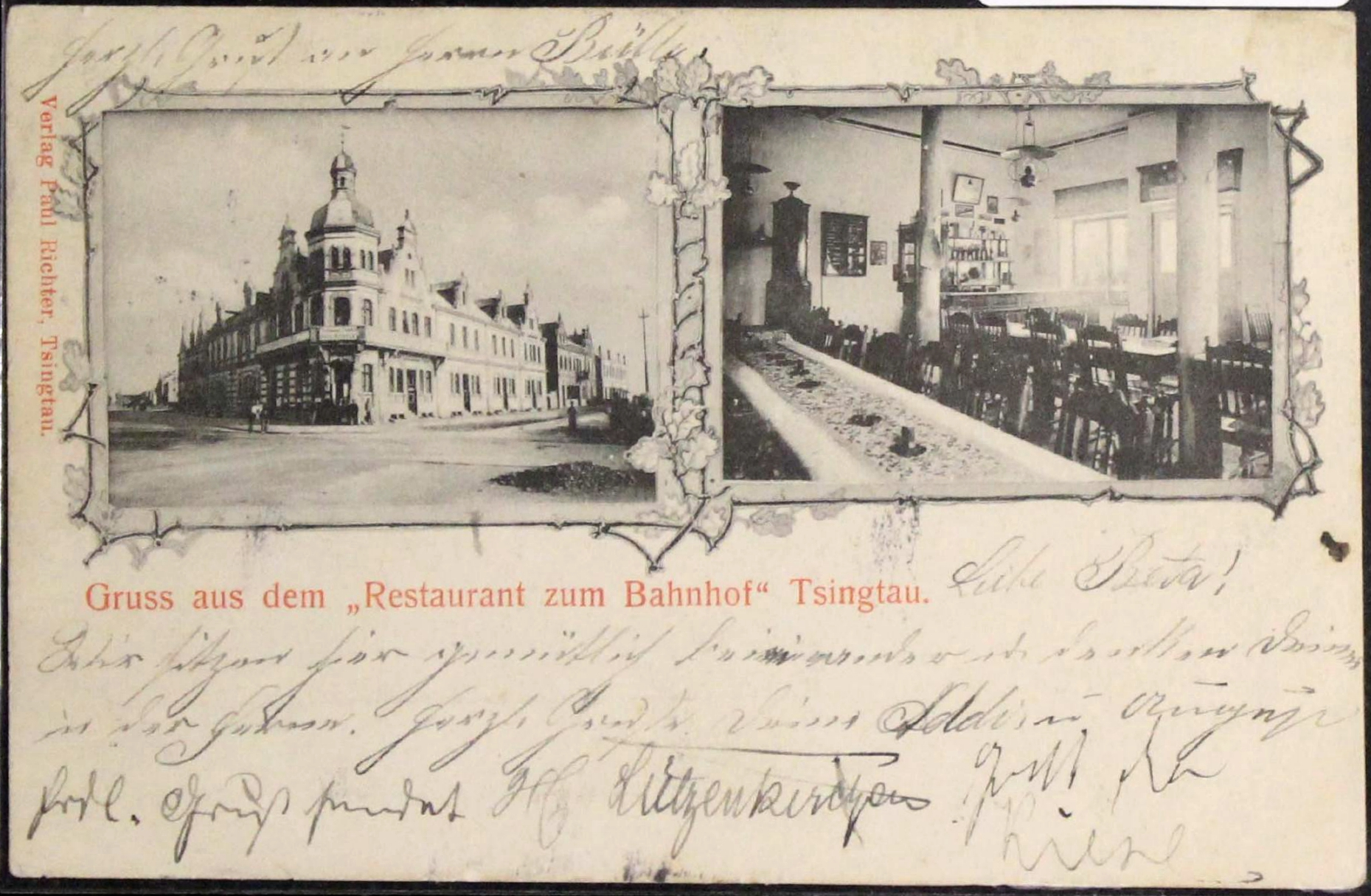
德占时期的车站饭店明信片

德占时期初期的霍亨索伦街（德語：Hohenzollernstraße，今兰山路）邻近栈桥旧港区与火车站的规划位置，属于商业街区。1901年4月8日，胶济铁路青岛至胶州段通车，位于霍亨索伦街西端的青岛火车站也于同年建成。1901年5月，胶州商人柴瑞舟（名维桢，字瑞舟、瑞周）以3800墨西哥银元买下了霍亨索伦街、威廉港街（Wilhelmshavener Straße，今郯城路）东南角一处3455平方米的土地，并建设了一栋商业建筑，同年冬季前主体建筑即已完工。
由于当时胶澳总督府禁止除仆役外的华人市民在欧人区居住，柴瑞舟在商业楼建成后便将其出租给德国人经营。位于塔楼下方、面向街角的单元最初由德国籍会计奥通·科勒（Othon Köhler）承租，用于开设餐厅，约1903年由保罗·里希特（Paul Richter）接手，定名为车站饭店（Restaurant zum Bahnhof），该建筑亦因此得名。1907年改由约瑟夫·多尔特（Joseph Dold）经营，之后为古斯塔夫·克莱默（Gustav Krämer）。1911年，理查德·玛特维希（Richard Martwieg）租下该饭店。约1913年，玛特维希买下了该楼北侧隔街处的地块并建设了车站旅馆（Hotel zum Bahnhof），柴瑞舟商业楼内的车站饭店亦不再出现于1914年的史料中。

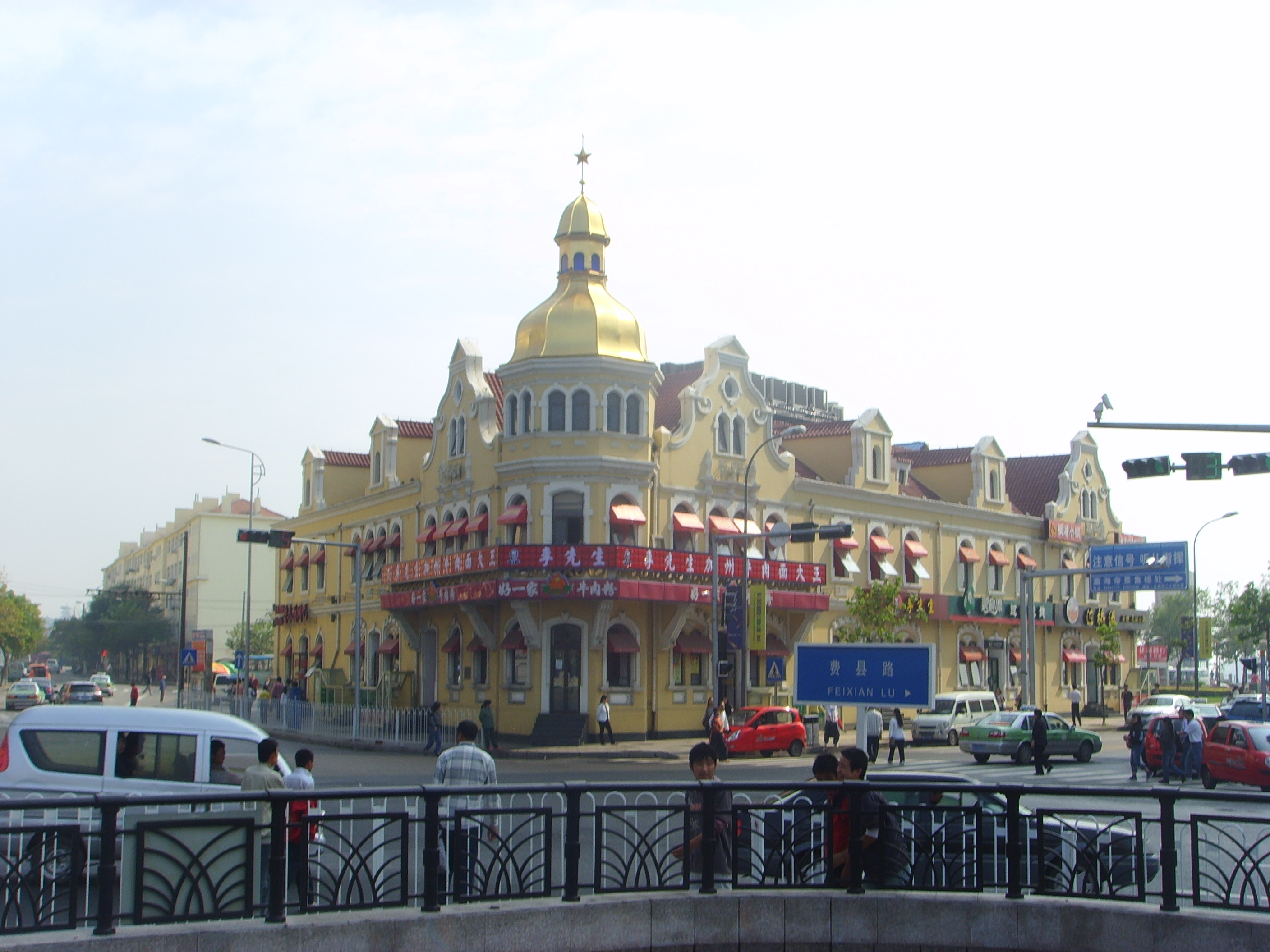
车站饭店旧址，2008年10月

1914年11月日军占领青岛后，柴瑞舟将该楼出租给日本侨民。1914年12月，金二商会在车站饭店原址开业。1915年2月，山东洗布所在该楼北侧一商铺开业。1927年，柴瑞舟在一次公开竞拍中将该房产售予他人，此后该楼的业主与使用者暂不可考。1949年青岛解放后，该楼收归国有，1950年代改为铁路职工宿舍。该建筑后来因疏于管理而成为大杂院，动迁前有112户住户。
1988年青岛火车站改建工程开始后，火车站老楼及周边街区的旧楼被陆续拆除，车站饭店旧址在改造中未被涉及，成为兰山路保存至今的唯一一栋德占时期建筑。2000年，该建筑列入第一批青岛市历史优秀建筑。2001年，该楼发生火灾，2002年至2003年重修。重修后分租给多家商户、餐馆使用。2012年11月6日，该建筑列入市南区未核定为文物保护单位的不可移动文物（一般不可移动文物）名录。2021年，该建筑再次重修。

## 火灾与重修
1999年，车站饭店旧址因年久失修而被列入改造日程，由青岛市建筑设计研究院负责保护性改造的设计，但因住户迟迟不肯搬迁而未能启动改造工程。2001年8月11日下午5点50分，该建筑二楼南侧失火，火势在十几分钟内蔓延至整座建筑西侧，经8辆消防车扑救后于7时许被扑灭，当晚10点30分再次起火，3辆消防车随即赶到并将其扑灭。因该楼当时已处于无人居住的废弃状态，火灾并未造成人员伤亡，但造成该楼屋顶和部分墙壁烧毁。

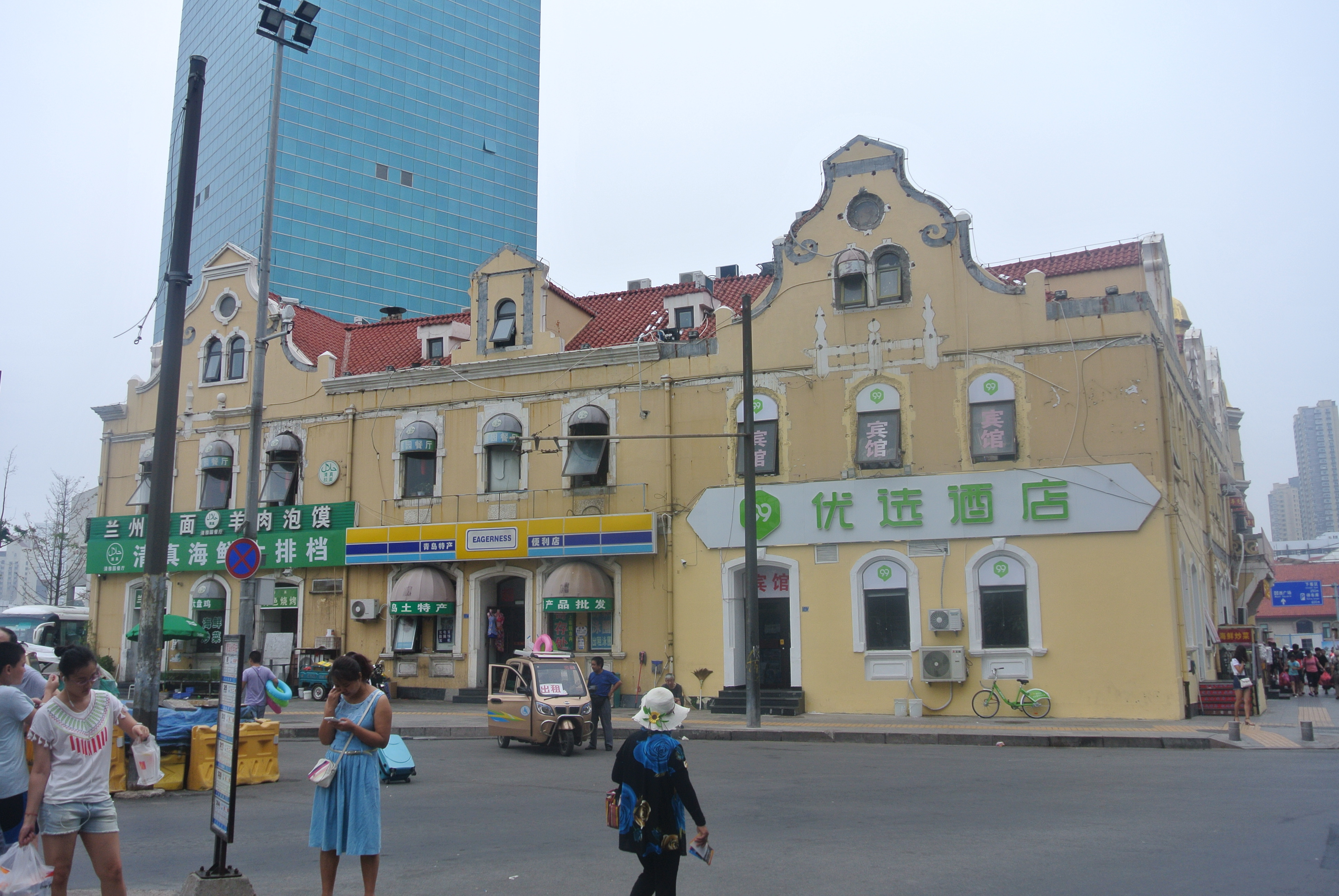
2017年8月的车站饭店旧址西立面，可见重修期间安装的装饰线脚大面积脱落

2002年11月26日，由该楼产权单位济南铁路局青岛铁路分局下属的青岛铁路分局多元经济发展中心主导的改造复建工程开工。由于火灾造成的损坏，青岛市建筑设计研究院调整了原改造方案，仅保留原有的西立面、北立面外墙和西北角塔楼，将其他部分墙壁、屋顶及砖木结构拆除，改为钢筋混凝土框架结构。对于西、北两面外墙，原计划通过墙体内侧进行结构加固，并保留原有的临街装饰线脚，但在实际施工中，两面墙体内侧增加了15厘米厚的混凝土衬墙，临街装饰线脚被认为修复困难而全部被拆除，改为重新安装预制玻璃纤维增强混凝土装饰线脚。同时原有门窗也在改造中全部被更换，墙面也采用了亮黄色现代涂料。
该建筑的八角塔楼顶部在火灾前为绿色，且在火灾中未受较大损坏，经青岛市规划局批准的改造设计方案也仍采用绿色塔顶。而改造期间产权单位擅自将总面积50多平方米的塔顶贴上了金箔，此举引发了市民、学者及媒体的广泛质疑。2003年10月车站饭店改造工程即将完工时，《青岛晚报》记者对此事展开了调查、报导。青岛铁路分局多元经济发展中心工作人员称，规划局在批复中提到了“包铜顶”，并未提及使用何种颜色，又称他们自己也认为金顶并不好看，成本也高，但不知道为何更改了设计。规划局建管处工作人员则称，该工程严格按照规定，下达的审批意见书也经过了处务会、局长办公会两级审批。另据记者了解，给塔顶贴纯金箔耗资将达20多万元，而单纯刷绿油漆的屋顶造价只需数万元。一周后，规划局建管处负责人对记者表示，将塔顶改为金顶违背了规划局的审批要求，实际形成违法建设，该局将对此行为进行查处，同时认为此种对历史建筑的伤害令人痛心，希望工程负责单位主动纠正补救，并希望此后的历史建筑修复工程避免此种差错。但之后关于此事的媒体后续报导突然停止，该建筑塔顶颜色亦未得到纠正。
2019年11月4日，青岛市自然资源和规划局公布“兰山路28号车站饭店旧址外立面修缮方案批前公示”，该公示称将借鉴火灾前的建筑外貌进行外立修缮，恢复2000年前的绿色八角顶、优化建筑屋项形式、增加底层基座墙裙、丰富门窗框、细化建筑细部线脚。但有学者对此公示提出质疑，认为其缺少基本的施工细节，而方案参考的历史图片也仅为1990年代末至2001年的照片而非真正的历史照片。2021年8月修缮完成。

## 建筑特色

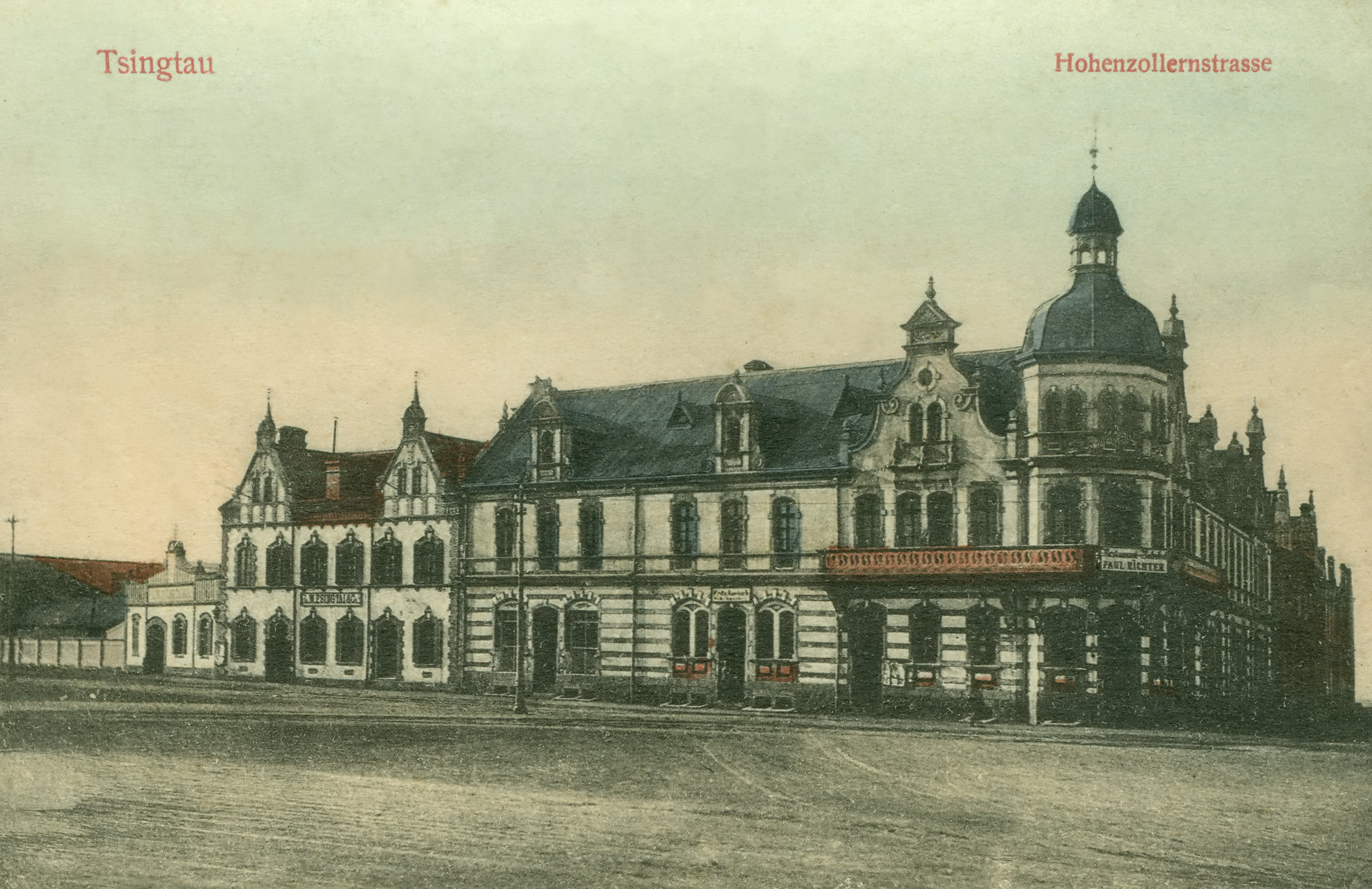
车站饭店原貌，1900年代

车站饭店旧址建筑面积2406.82平方米（其中地下室625.07平方米），平面大致呈菱形，地上2层，附设阁楼，地下1层。建筑外立面以面向火车站的西北转角为视觉中心，沿两条街展开。墙基以花岗岩砌成，西北转角处一层为主入口，二层设有一处以转角为中心、向两侧延伸的阳台，阳台栏杆的纹饰为与众不同的“鱼鳔纹”，此种纹饰属于晚期哥特式风格，同时在德国新文艺复兴建筑上常常出现。转角上方建有巴洛克式八角塔楼，塔顶为盔状塔顶，塔尖设风向标，塔顶下方三面外墙各有一组双联窗。塔楼在整座建筑中起引人注目的强调作用，增强建筑的气势与高直感，同时成为火车站的对景。塔楼两侧各设一新巴洛克式山墙，西立面南端以类似的山墙收尾，塔楼两侧的立面因地块限制而并不对称。外墙一层以平行等距的水平分割线装饰，窗户四周有装饰性窗套，屋顶设老虎窗。建筑内部分割为联排的功能性单元，每单元底层设有居中的入口，两侧设窗户，单元内部为通常的“下商上宿”形式。内部层高4米，敷设松木地板。建筑平面中央合围成一处天井。
德国学者托尔斯滕·华纳（Torsten Warner）认为该建筑看上去像一栋典型的南德地区楼房。青岛学者王栋认为该建筑立面造型精美，装饰华丽，具有巴洛克风格，但同时稍显矫揉造作，与青岛德占时期后期的建筑风格迥异。同时认为该建筑面向西北侧的阳台在青岛的冬春季节无法使用，受委托设计该建筑的佚名德国建筑师可能并未实地考察该地块，仅考虑到了阳台的观景作用与对外立面的装饰美观性，并未考虑其实用性及对青岛气候的适应性。